# Pierre Méjanel
Pour les articles homonymes, voir Château du Méjanel.
Pierre Méjanel est un peintre et illustrateur français né le 11 mars 1837 à Paris et mort à Paris le 15 décembre 1905.

## Biographie
Pierre Méjanel est né à Paris en 1837, mais c'est à Londres chez Francis Arundale que s'accomplit son éducation artistique. Il adresse de nombreuses toiles au Salon de Paris de 1878 à 1898.

## Œuvres

### Peintures
- Le Curé de Sézanne, pastel, 127 × 157 cm, évoquant un épisode de l'ouvrage Légendes de l'Aigle de Georges d'Esparbès, exposée au Salon de 1898 et achetée par l'État en 1898, déposé à la mairie de Châlons-en-Champagne, puis transféré au musée des Beaux-Arts et d'Archéologie de Châlons-en-Champagne[3].
- Translation du cœur de Kellermann à Châlons, aquarelle, 110 × 115 cm, acheté par l’État en 1895, Laon, musée d'Art et d'Archéologie[4].

### Ouvrages illustrés
- Sketches of Life and Sport in South-Eastern Africa de Charles Edward Hamilton[5], Londres, Chapman & Hall, 1870.
- Les crimes de la comtesse d'Henry Pravert et J. Chaffiol, Paris, Librairie nationale, 1880[6].
- Les Châtiments de Victor Hugo, 1882.
- Le Secret de Tropmann de Jules Fréval, supplément de La France littéraire, Librairie populaire, 1887.
- Les Mystères de la franc-maçonnerie de Léo Taxil, Letouzay & Ané, 1886.
- « Surcouf abordant le Kent » in : Gloires navales françaises, s.l.n.d.
- La Palefrenier d'Henri Rochefort, Paris, 1883[7].
- Le Musée pittoresque du voyage du tsar de John Grand-Carteret, Paris, Charpentier et Fasquelle, 1897[8].
- À la gloire du 1er Cuirassiers, Armand Colin et Cie, 1892.

Illustrations pour Les Mystères de la franc-maçonnerie de Léo Taxil (1886)
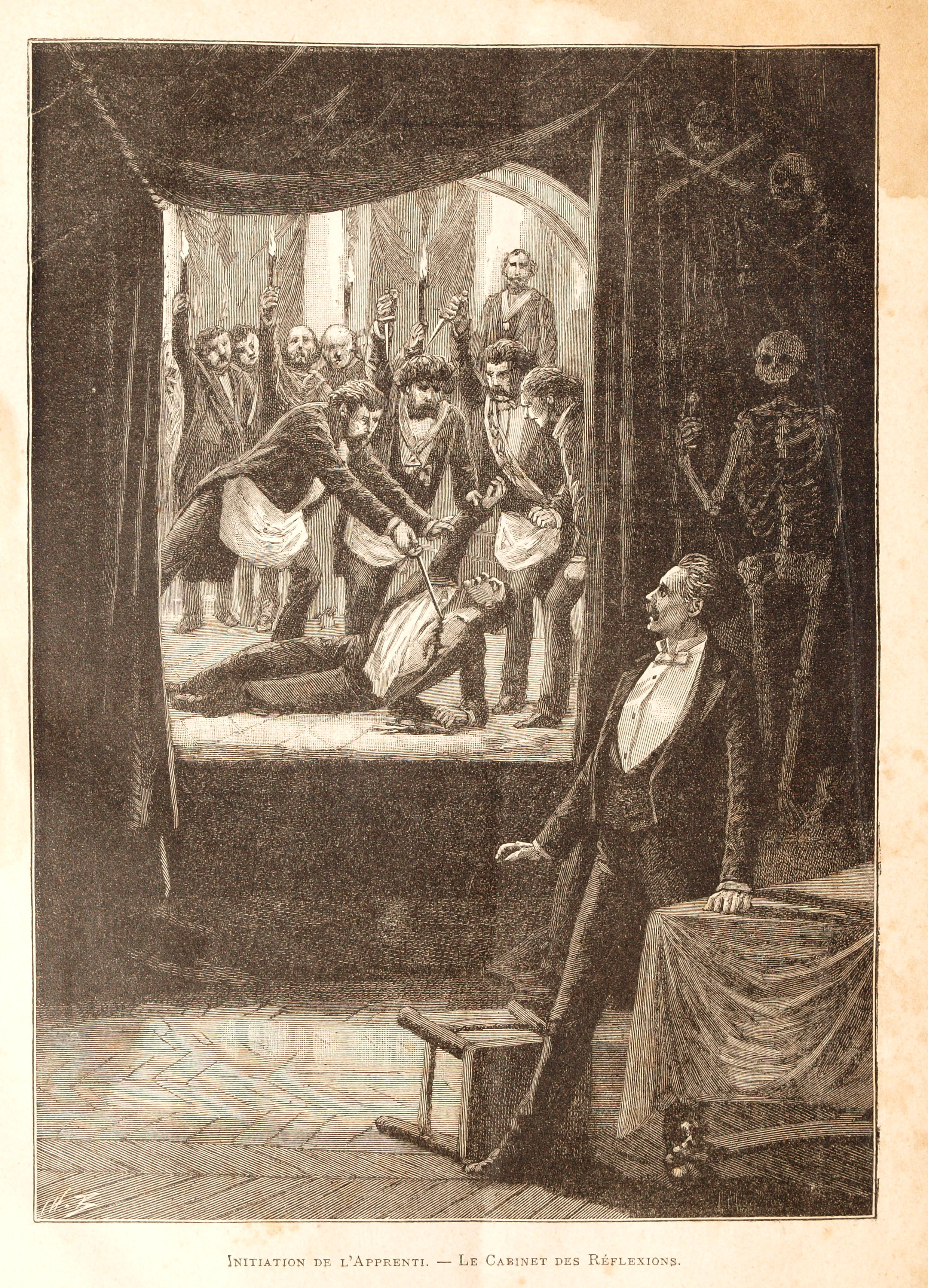
Le profane est introduit dans le Cabinet de réflexion.
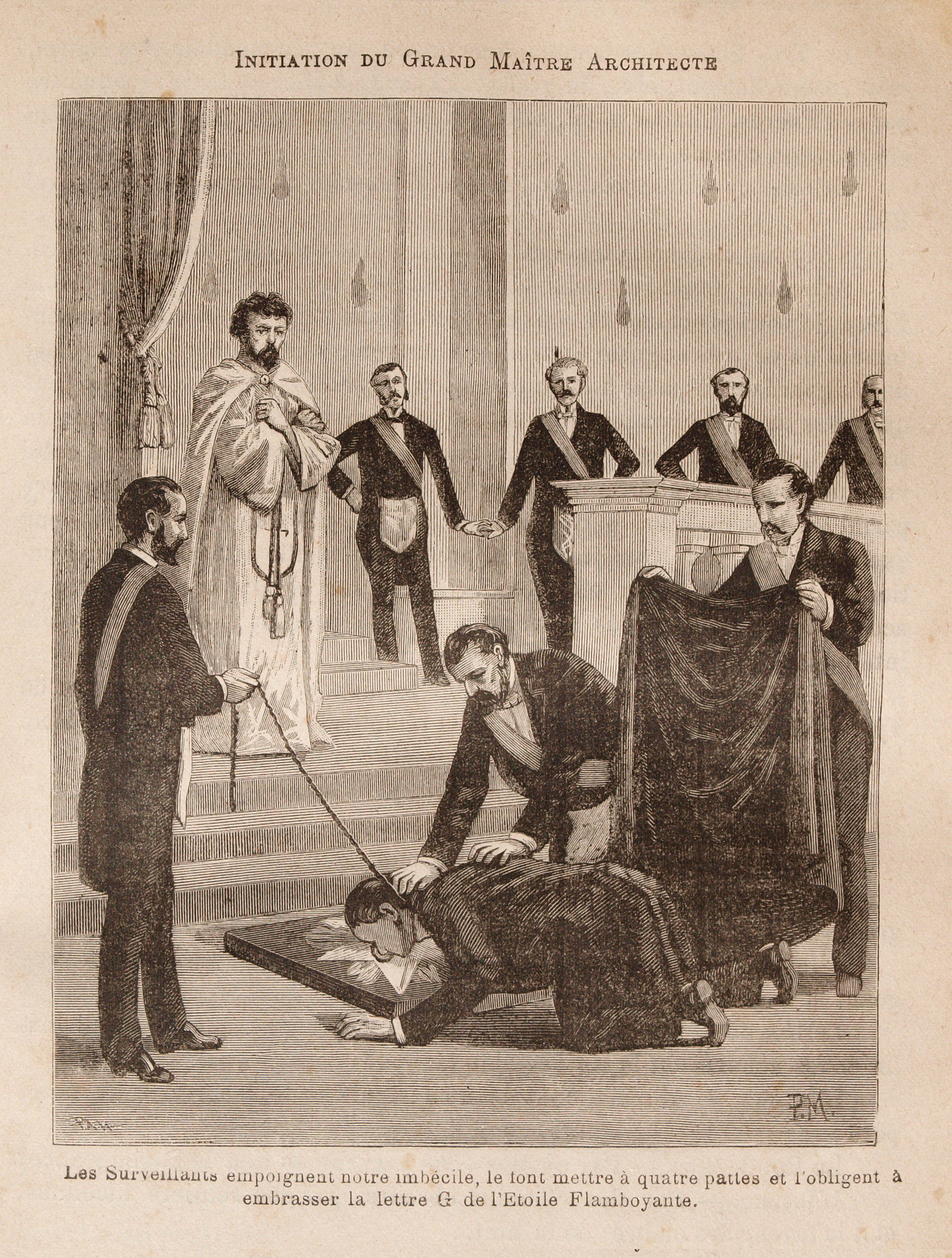
Initiation au 12e grade du grand maître architecte.
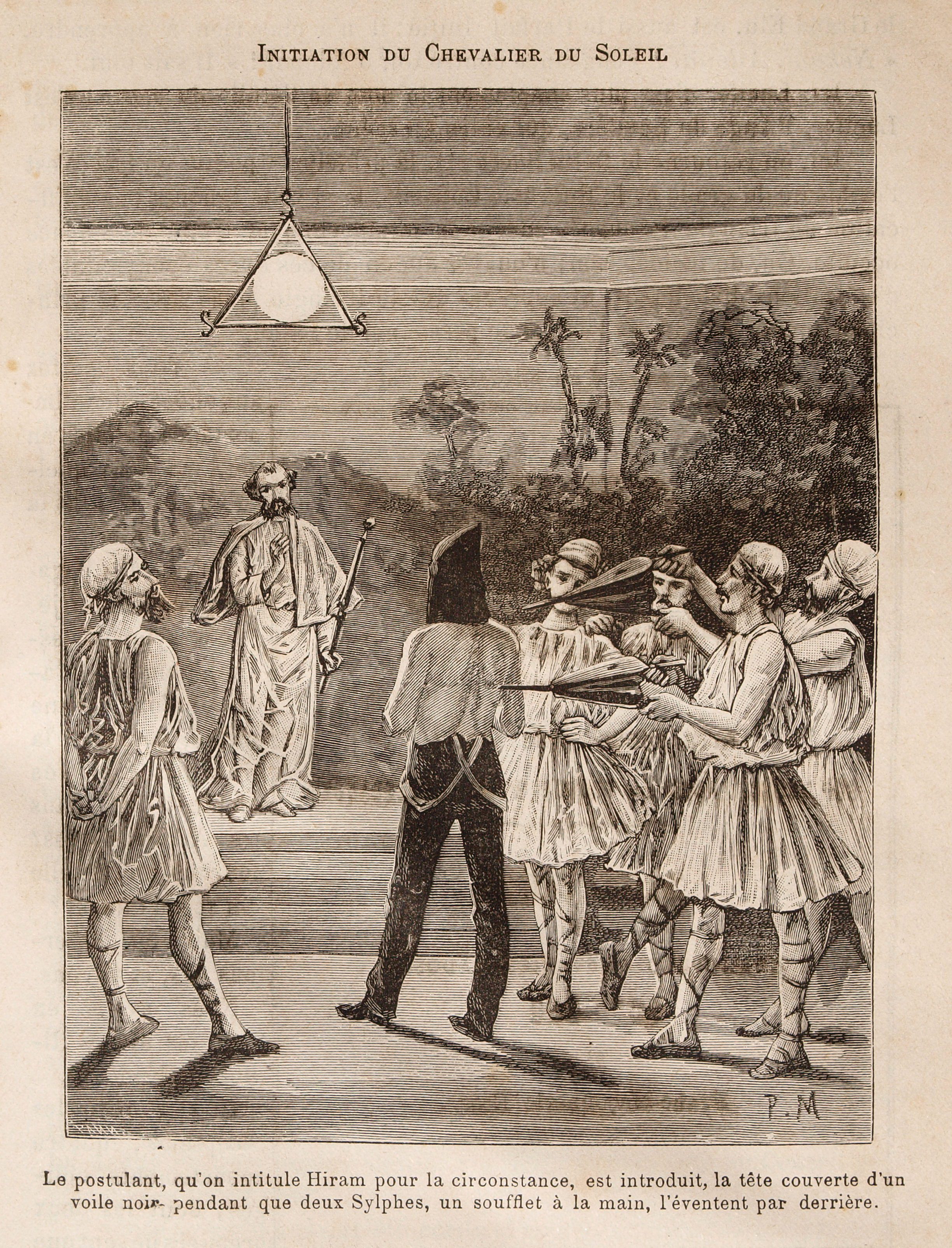
Initiation au 28e grade de chevalier du soleil.
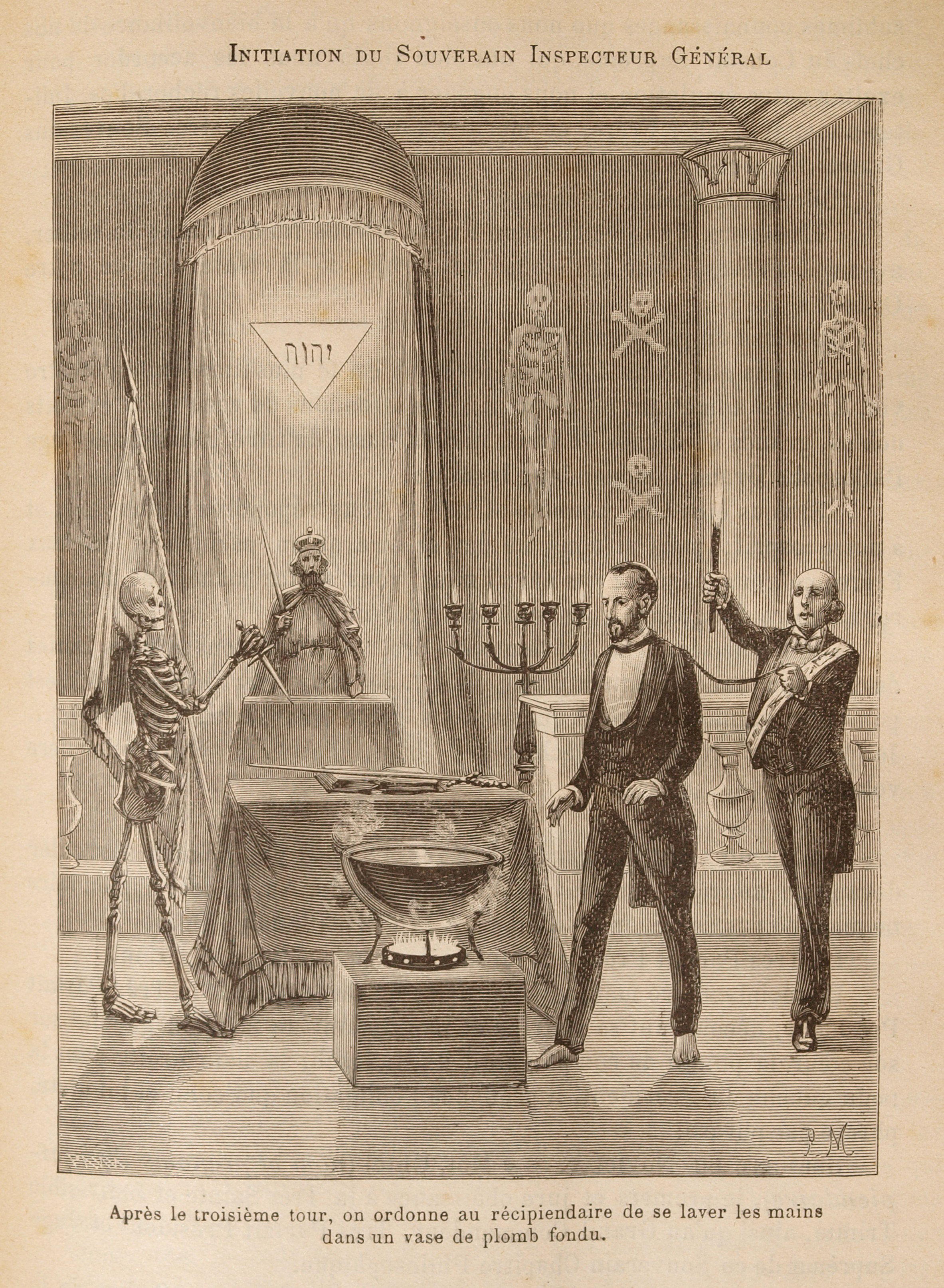
Initiation au 33e grade de souverain inspecteur général.